# گراسی میدوز (ویرجینیای غربی)
گراسی میدوز (به انگلیسی: Grassy Meadows) یک منطقهٔ مسکونی در ایالات متحده آمریکا است که در شهرستان گرین‌بریر، ویرجینیای غربی واقع شده‌است. گراسی میدوز ۷۴۷٫۹۹ متر بالاتر از سطح دریا واقع شده‌است.